# Флавий Северин
Вижте пояснителната страница за други личности с името Северин.
Флавий Северин (на латински: Flavius Severinus) е политик и сенатор на Западната Римска империя през 5 век.
През 461 г. Северин е консул заедно с Дагалайф.